# Expedițiile lui Cezar în Britania
În decursul Războaielor Galice, Iulius Cezar a invadat Britania de două ori: în anii 55 și 54 î.Hr. Prima oară, Cezar a luat cu el doar două legiuni, iar succesul său a fost limitat.Acesta a reușit cu greu să acosteze în zona Kentului, iar după ceva vreme a fost forțat să se întoarcă pe continent, fiind în pericol de a rămâne izolat pe insulă în timpul iernii. A doua invazie a constat într-un efectiv de 628 de corăbii, cinci legiuni și 2.000 de călăreți. Această forță invadatoare a fost atât de impresionantă, încât britanii nu au îndrăznit să conteste debarcarea romanilor din Kent, așteptând ca aceștia să avanseze în interiorul insulei înainte de a-i înfrunta. În cele din urmă, Cezar a reușit să avanseze până în Middlesex și a traversat Tamisa, forțând căpetenia britanică,  pe Cassivellaunus, să plătească tribut Romei. Cezar și-a instalat și un rege clientelar în Britania, pe Mandubracius din tribul trinovanților.

## Britania înaintea lui Cezar

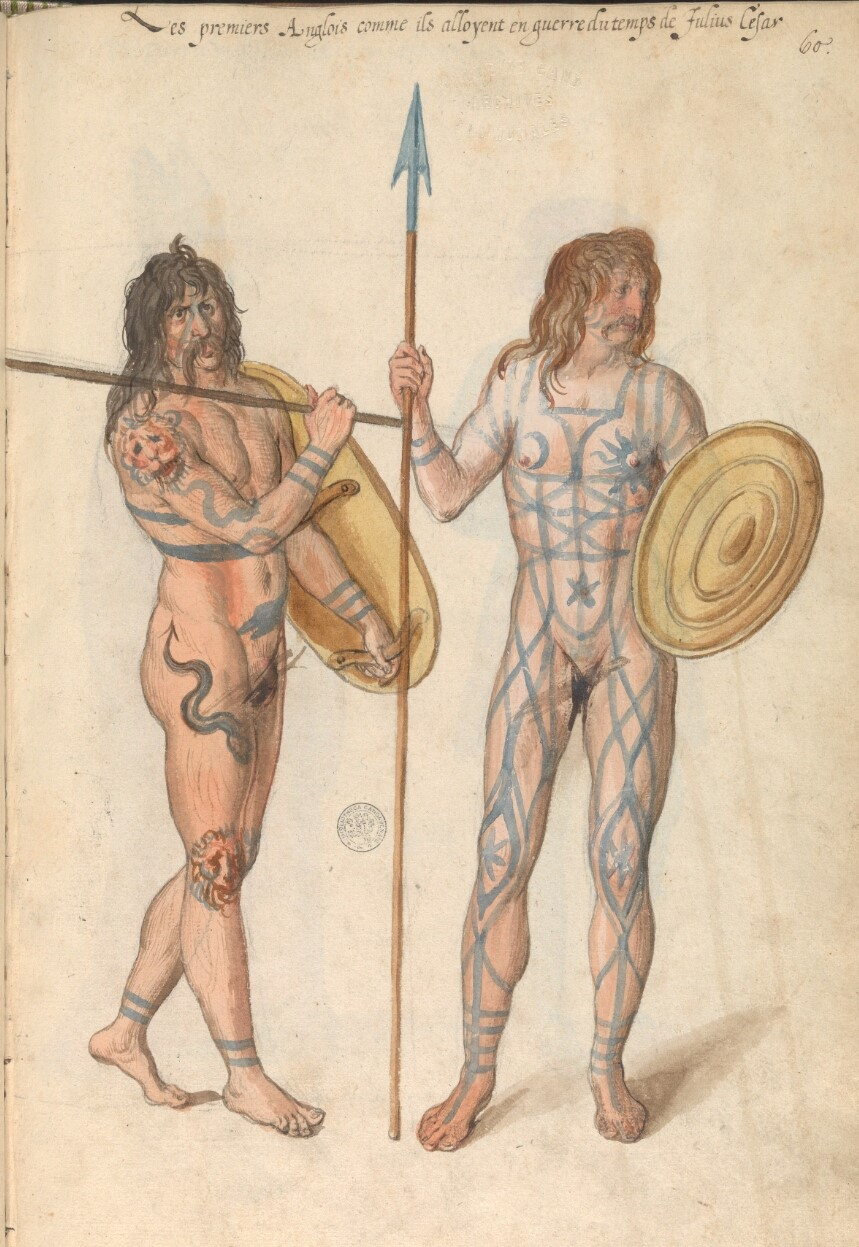
Ilustrație din secolul al XVI-lea, menită să reprezinte percepția de la acea vreme a „primilor englezi” din timpul războiului împotriva lui Iulius Cezar. Ilustrația este preluată din manuscrisul „Théâtre de tous les peuples et nations de la terre avec leurs habits et ornemens divers, tant anciens que modernes, diligemment depeints au naturel”. A fost făcută de pictorul flamand Lucas de Heere în a doua jumătate a secolului al XVI-lea. Originalul este păstrat la Biblioteca Universității din Ghent.

În antichitate, Britania era cunoscută drept o sursă importantă de cositor. Coastele insulei au fost explorate de către geograful grec Pytheas în secolul al IV-lea î.Hr., dar există posibilitatea ca ele să fi fost cercetate și anterior, în secolul al V-lea î.Hr., de către navigatorul cartaginez Himilco. Cu toate acestea, pentru mulți romani, insula situată la capătul lumii cunoscute rămânea un tărâm ostil și misterios. Având în vedere că se afla dincolo de oceanul pe care îl cunoșteau romanii, au existat și unii scriitori care au afirmat că Britania nici nu există, iar călătoria lui Phyteas o vedeau drept o farsă.
În timpul domniei lui Cezar, Britania era locuită de o cultură aparținând epocii fierului, iar populația era cuprinsă între 1 și 4 milioane de locuitori. Cercetările arheologice au arătat că activitățile economice erau împărțite în funcție de zonele de locuire, viața economică de la câmpie fiind diferită fațî de cea din zonele de deal și de munte. În zona câmpiilor din sud-est, pământurile fertile au făcut posibilă practicarea agriculurii intensive, comunicarea și comerțul realizându-se pe rute specifice, precum Icknield Way, Pilgrims' Way și Jurassic Way. Comunicarea era realizată și prin intermediul râurilor și fluviilor navigabile, cel mai important fiind Tamisa. În regiunile înalte, aflate în nordul nordul liniei Gloucester - Lincoln, pământul arabil era disponibil doar în porțiuni restrânse, așa că oamenii practicau mai mult păstoritul și cultivatul la scară restrânsă, în grădini mici de pe lângă gospodărie. În aceste zone, comunicarea și comerțul erau mult mai dificile. În general, așezările britanilor erau construite pe terenuri înalte și obișnuiau să fie fortificate. O diferență s-a observat în sud-estul insulei, unde s-au descoperit așezări de câmpie sub formă de oppidum, construite în zone riverane, ceea ce ne sugerează o creștere în importanță a comerțului.
Relațiile comerciale dintre Britania și continent s-au dezvoltat semnificativ după cucerirea romană a Galiei Transalpine în 124 î.Hr., iar vinul roman era importat prin intermediul Peninsulei Armorice, mare parte din el ajungând apoi în zona Capului Hengistbury din Dorset.
Mărturiile lui Cezar referitoare la Britania ne arată că tribul belgilor din nord-estul Galiei a desfășurat anterior atacuri în zonele de coastă, iar cu nu mai mult de o generație în urmă, un rege din tribul suessionilor, Diviciacus, controla teritorii atât în Galia, cât și în Britania. Monedele britanice din această perioadă ne arată relațiile complexe existente între Galia și Britania. Cele mai vechi monede galo-belgice descoperite, datând din jurul anului 100 î.Hr., sau poate chiar 150 î.Hr., au fost bătute în Galia, dar cele mai multe au fost găsite în Kent. Mai târziu, monede asemănătoare au început să fie bătute și în Britania, acestea fiind găsite pe întreaga întindere a coastei sudice, până spre vest, în regiunea Dorset. Se pare că puterea belgilor era concentrată în partea de sud-est a coastei, deși influența lor s-a făcut simțită și în vest, sau chiar și în interiorul insulei, cel mai probabil prin intermediul unor căpetenii care au subjugat populațiile autohtone.

## Prima invazie (55 î.Hr.)

### Planificare și recunoaștere
Cezar afirma că în decursul campaniei sale din Galia, britanii îi susțineau pe galii cu care era el în conflict, mulți gali primind refugiu în așezările belgice din Britania, iar veneții din Armorica cerând ajutor aliaților britanici în luptele lor contra lui Cezar din anul 56 î.Hr. De la Strabon aflăm că rebeliunea veneților din anul 56 î.Hr. a avut scopul de a-l împiedica pe Cezar să călătorească spre Britania, această călătorie putând periclita activitățile economice din zonă, ceea ce veneții nu își puteau permite, ei fiind cei care controlau comerțul cu Britania. Din această mărturie a lui Strabon ne dăm seama că Cezar se gândea de ceva vreme la o eventuală invazie a Britaniei.
Spre sfârșitul verii anului 55 î.Hr., deși se termina vremea potrivită pentru o campanie militară, Cezar a decis să pornească o expediție în Britania. În vederea pregătirii expediției, Cezar a convocat comercianții care cunoșteau insula, dar aceștia nu au putut sau nu au vrut să-i ofere nicio informație utilă despre britani sau despre tehnicile lor de luptă și porturile pe care le-ar fi putut folosi pentru a lansa invazie. Probabil, refuzul acestora a fost cauzat de faptul că negustorii nu doreau să piardă controlul pe care îl aveau asupra comerțului din Canalul Mânecii. Nereușind să culeagă informații de la acești negustori, Cezar decide să trimită o corabie de război care să cerceteze coasta, comanda navei primind-o tribului militar Gaius Volusenus. Acesta probabil că a explorat coasta Kentului, adică regiunea care astăzi este cuprinsă între orașele Hythe și Sandwich, dar nu a reușit să acosteze, cercetând doar „în măsura în care putea s-o facă un om care nu îndrăznea să debarce și să se expună unei întâlniri cu barbarii”. Tribunul s-a întors după cinci zile și i-a transmis lui Cezar informațiile pe care a reușit să le culeagă.
Aflând de la negustori de invazia iminentă, multe căpetenii britanice au trimis ambasadori prin care îl anunțau pe Cezar că îl acceptă drept suzeran. Dorind să supună cât mai multe triburi fără a fi nevoit a le confrunta direct, generalul roman i-a trimis înapoi pe ambasadori, însoțiți de aliatul său, Commius, regele belgilor atrebați, sperând că influenta delegație va convinge cât mai multe căpetenii să accepte supremația romană.
Pentru invazie, Cezar a adunat 80 de corăbii de transport, suficiente pentru a deplasa două legiuni (Legiunea a VII-a Claudia și Legiunea a X-a Equestris), dar și un număr necunoscut de nave de război sub comanda unui chestor. Generalul roman și-a strâns flota într-un port anonim din teritoriile morinilor, dar mai mult ca sigur este vorba de Portus Itius din regiunea Boulogne. Alte 18 nave de transport, menite să fie folosite de cavalerie, au fost adunate în alt port, probabil că Ambleteuse. Aceste nave e posibil să fi fost bireme sau trireme, sau chiar nave construite după modelul celor folosite de veneți, pe care Cezar le-a observat în campaniile sale. Este posibil și ca acestea să fi fost corăbii pe care Cezar le-a rechiziționat de la veneți sau alte triburi galice. Într-o vădită grabă, după ce a lăsat o garnizoană care să aibă grijă de port, în data 23 august, „la a treia strajă” - mai bine de miezul nopții, Cezar și cele două legiuni au pornit spre Britania. Cavaleria a primit ordin să se îndrepte către corăbiile menite să o transporte, iar apoi să i se alăture lui Cezar în cel mai scurt timp posibil. Având în vedere modul în care a decurs campania, aceste decizii inițiale (legiunile nu erau echipate cu provizii și echipamente de asediu) sunt considerate greșeli din partea lui Cezar sau dovezi că expediția aceasta nu avea ca scop cucerirea insulei.

### Debarcarea

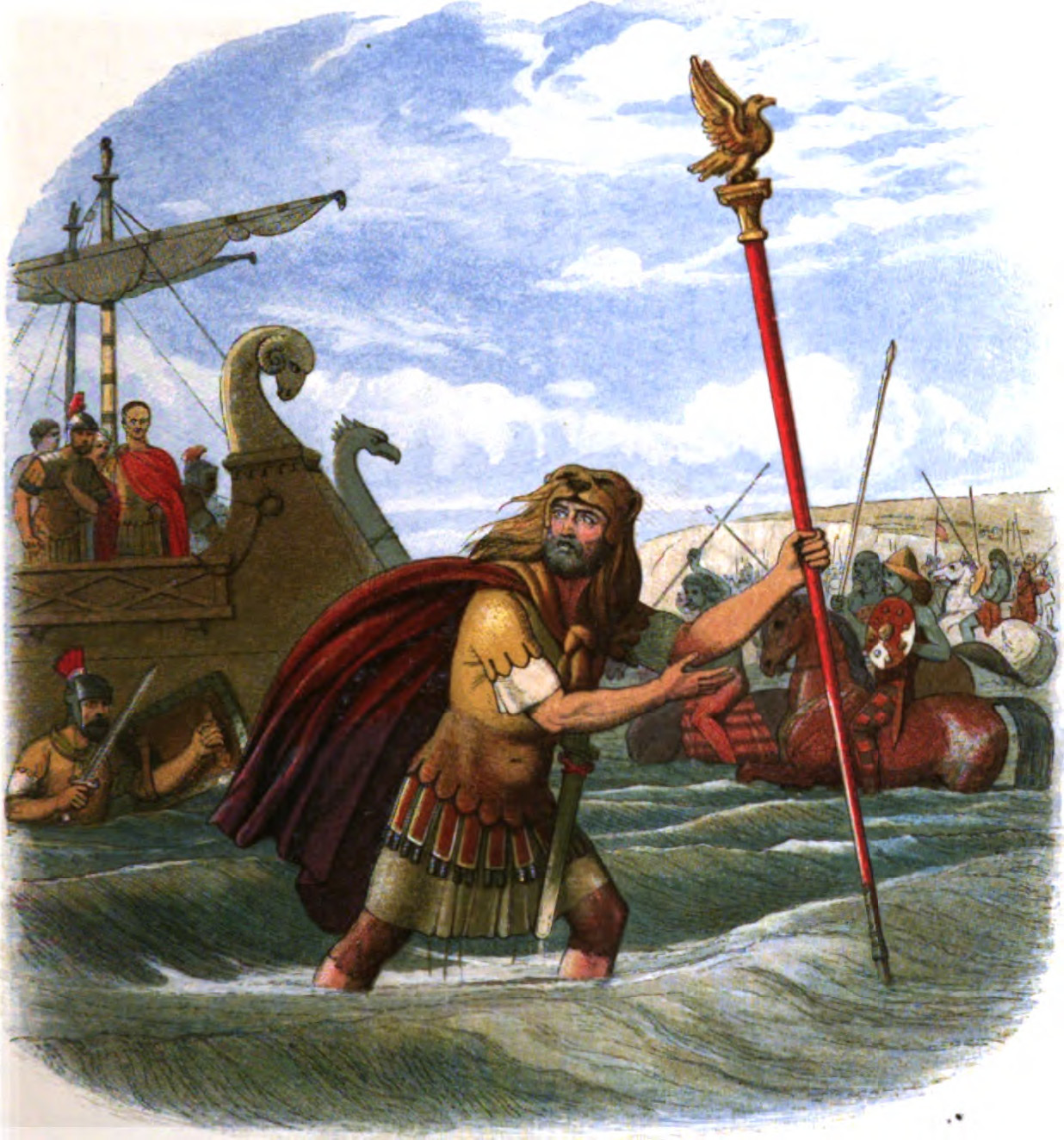
Debarcarea romanilor în Britania

Inițial, Cezar a încercat să acosteze în zona Doverului, la Dubris, unde tribunul Volusenus credea că a găsit un punct bun de debarcare. Însă, când s-a apropiat de țărm și a observat numărul imens de britani care s-au adunat pe dealurile și stâncile din apropiere, Cezar s-a simțit descurajat. Pozițiile în care se aflau le-ar fi permis britanilor să lanseze o ploaie de sulițe asupra corăbiilor romane, ceea ce ar fi îngreunat foarte mult debarcarea. După ce romanii au rămas ancorați în larg „până în ceasul al nouălea” (în jurul orei 15), așteptând să le sosească navele cu provizii din alt port, Cezar, convocând un consiliu de război, le-a ordonat subordonaților să acționeze din proprie inițiativă, iar flotei i-a ordonat să navigheze către nord-est, de-a lungul coastei, o distanță de aproximativ 11 kilometri, până au găsit o plajă potrivită pentru debarcare. Cercetări arheologice recente, realizate de Universitatea din Leicester, au indicat un posibil loc de debarcare al romanilor, în zona golfului Pegwell din Insula Thanet (Kent). Aici s-au găsit artefacte și terasamente masive care datează din perioada respectivă, deși aceasta nu ar fi fost prima zonă favorabilă pe care armata invadatoare ar fi observat-o după ce a trecut de Dover. Dacă Cezar ar fi avut cu el o flotă la fel de numeroasă pe cât se crede, atunci este posibil să-și fi ancorat corăbiile în mai multe porturi, răspândite între Walmer și golful Pegwell. În Walmer există un monument care să comemoreze o posibilă ancorare romană.
Acostarea a fost îngreunată de cavaleria și carele de luptă britanice care i-au hărțuit constant pe romani. Această problemă a fost accentuată și de faptul că navele romanilor aveau un deplasament prea mare, așa că nu au putut ancora foarte aproape de țărm. Așadar, soldații au fost forțați să sară în apă, în timp ce britanii îi atacau din toate părțile. Inițial, legionarii au fost reticenți, nedorind să se găsească la mila valurilor și sulițelor inamice, dar după spusele lui Cezar, aceștia au fost îmbărbătați de aquiliferul (purtătorul vulturului legionar) Legiunii a X-a, care a sărit primul și a cuvântat următoarele:
„Săriți din corăbii, camarazi, dacă nu vreți să lăsați steagul în mâinile dușmanilor; eu, în orice caz, îmi voi face datoria față de republică și față de comandant.
În cele din urmă, britanii au fost respinși de balistele și prăștierii de pe corăbii. Fiind loviți în flancul vulnerabil, britanii au fost forțați să se retragă, iar romanii au reușit să ajungă pe țărm. Deoarece cavaleria nu a reușit să mai ajungă, navele care o transportau prinzând vânturi nefavorabile, romanii nu au putut să-i urmărească și să-i învingă definitiv pe britani. Acest eșec inițial i-a prevestit lui Cezar că invazia nu va fi binecuvântată de norocul care l-a urmărit până în acel moment.

### Romanii în Britania
Imediat după ce au ajuns în Britania, romanii au început să își ridice un castru ale cărui urme au fost descoperite de arheologi. Aici, Cezar a primit ambasadori din partea britanilor și a cerut eliberarea lui Commius, care fusese arestat la puțin timp după sosirea pe insulă. În scrierile sale, generalul roman afirmă că a condus aceste negocieri din poziția de cuceritor, iar liderii britanilor, care dădeau vina pe oamenii de rând pentru atacurile asupra romanilor, au fost convinși în doar patru zile să le ofere romanilor un număr de prizonieri, unii pe loc, iar alții după ce vor fi fost aduși de prin alte locații. Chiar mai impresionant, Cezar ne spune că britanii au acceptat să își lase la vatră ostașii. Cu toate acestea, situația lui Cezar nu era tocmai cea mai bună. Corăbiile care transportau cavaleria au fost forțate să se întoarcă în Galia, fiind împinse înapoi în larg înainte de a putea ancora de către vânturile năpraznice, iar proviziile i  se împuținau pe zi ce trece. Un alt factor neprevăzut l-au reprezentat mareele înalte și furtunile din Marea Nordului, la care Cezar, familiar cu clima din jurul Mediteranei, nu se aștepta. Corăbiile grele de război ale romanilor s-au umplut cu apă, iar cele de transport s-au ciocnit între ele sub forța valurilor. Unele nave chiar au fost distruse complet, iar altele și-au pierdut capacitatea de navigare, rămânând fără tachelaje și alte componente vitale, ceea ce periclita reîntoarcerea romanilor pe continent.
Britanii, realizând că legiunile lui Cezar se aflau într-o situație critică, au reînnoit atacurile, sperând că vor reuși astfel să-i imobilizeze pe invadatori în Britania, unde ar fi nimiciți de foametea din timpul iernii. Primul atac al britanilor s-a îndreptat împotriva unor trupe care strângeau provizii de pe lângă castru, dar alți legionari le-au sărit repede în ajutor celor atacați, și împreună au reușit să îi respingă pe britani. După câteva zile, britanii s-au regrupat și de data asta au atacat chiar castrul romanilor, reușind să adune mai mulți oameni decât pentru primul atac. Romanii au reușit să respingă și acest atac, folosindu-se de tactica pământului pârjolit și distrugând complet rândurile britanilor cu ajutorul cavaleriei improvizate pe care Commius a adunat-o din rândurile triburilor aliate.

### Concluzia primei invazii
Britanii au trimis din nou ambasadori, iar Cezar a dublat numărul ostaticilor revendicați, dar și-a dat seama că iarna se apropie, iar campania nu mai poate continua, deoarece, dacă ar mai rămâne, ar fi forțat să traverseze Canalul în condițiile crâncene ale iernii, ceea ce nu își putea permite. Așadar, romanii s-au întors pe continent cu toate navele pe care au reușit să le repare, iar Cezar le-a ordonat britanilor să trimită ostaticii rămași către tabăra sa din Galia. În ciuda eforturilor generalului, doar două triburi au și respectat acest ordin. Întoarcerea pe continent nu a fost lipsită de probleme, două dintre navele de transport ale romanilor s-au pierdut de restul flotei și ajuns să acosteze în zone complet diferite.  

### Realizări și pretexte
Din nefericire pentru Cezar, această primă încercare de a invada Britania poate fi considerată un eșec din mai multe puncte de vedere. Dacă scopul romanilor a fost acela de a duce o campanie decisivă, în urma căreia să cucerească insula, atunci este evident că au eșuat. Chiar dacă o considerăm drept un atac preventiv, prin care romanii au încercat să culeagă informații și să-i sperie pe britani, încât aceștia să nu-i mai ajute pe gali, nici atunci nu putem spune că această aventură și-a atins pe deplin scopul. Cu toate acestea, călătoria făcută dincolo de hotarele „lumii cunoscute” i-a adus lui Cezar un prestigiu uriaș, Senatul declarând un supplicatio (rugăciune publică prin care se mulțumea zeilor pentru reușitele mărețe) de 20 de zile prin care să onoreze reușita generalului. De asemenea, sunt și cei care afirmă că prin intermediul acestei invazii romanii au format o serie de alianțe cu unii regi locali, ceea ce le-a ușurat campania din anul 43.
Pretextul folosit de Cezar pentru această invazie a fost acela că „aproape în toate războaiele cu galii, aceștia primiseră ajutoare de la britani”. Acest fapt este plauzibil, dar o cauză mai credibilă ar fi aceea că romanii doreau să acapareze potențialul economic al insulei și să-i exploateze resursele naturale. Acest argument este susținut din mărturii ulterioare, cum ar fi cea a lui Cicero, care a fost dezamăgit când a descoperit că Britania nu era bogată în resurse sau cea a lui Suetonius, care ne spune că Cezar a mers în Britania în căutare de perle.

## A doua invazie (54 î.Hr.)

### Pregătirile
Planuri pentru o a doua invazie au fost concepute încă din timpul iernii 55-54 î.Hr., aceasta urmând să aibă loc în vara anului 54 î.Hr. În această perioadă, Cicero a scris numeroase scrisori către fratele său, Quintus, și către un bun prieten, Gaius Trebatius Testa, amândoi soldați în armata lui Cezar, în care și-a exrpimat entuziasmul în legătură cu viitoarea invazie. Pe Trebatius l-a rugat să-i captureze un car de luptă folosit de britani, iar de la Quintus a cerut o descriere a insulei. Din câte se pare, Trebatius nu a mai ajuns în Britania, dar Cicero și-a primit de la Quintus descrierea dorită. Pe lângă informațiile primite de la fratele său, Cicero a mai primit multe altele chiar de la Cezar însuși.
Dorind să nu se mai repte greșelile făcute în anul precedent, de data aceasta, Cezar și-a adunat o armată mult mai numeroasă. În loc de două legiuni, a adunat cinci, acestea fiind susținute de 2000 de cavaleriști. Pentru  a-și transporta armata, generalul a proiectat un nou tip de corabie, folosindu-se de cunoștințele adunate de la veneți. Spre deosebire de corăbiile folosite în 55 î.Hr., cele noi erau mai late și mai joase, ceea ce permitea o debarcare mult mai ușoară. De această dată, se știe că invazia a fost lansată din Portus Itius.

### Traversarea Canalului și debarcarea
Cezar și-a lăsat locotenentul, pe Titus Labienus, să supravegheze activitățile din Portus Itius, el trebuind să asigure o aprovizionare constantă bazei romane din Britania. Corăbiile de război ale romanilor au fost însoțite de o flotilă de nave comerciale. Aceste nave se aflau sub comanda unor negustori, atât romani, cât și provinciali, sau chiar gali, aceștia sperând să poată profita de oportunitate pentru a pătrunde pe piața britanică. În scrierile sale, Cezar ne spune că a pornit această expediție cu 800 de corăbii.  Cel mai probabil, în acest număr imens erau incluse și navele comerciale, nu doar corăbiile de care a avut nevoie pentru a-și transporta armata.
Legiunile lui Cezar au debarcat într-un loc pe care generalul l-a considerat ca fiind cel mai potrivit încă din campania precedentă. De data aceasta, britanii nu s-au mai opus acostării. Cezar ne mărturisește că aceștia nu au îndrăznit să se apropie, deoarece au fost intimidați de imensa flotă romană, dar e posibil ca această ezitare să fi fost doar o decizie strategică, britanii dorind să-și consolideze forțele înainte de a ataca.

### Campania din Kent
După debarcare, Cezar i-a ordonat lui Quintus Atrius să păzească tabăra, oferindu-i 10 cohorte și 300 de călăreți. În acest timp, generalul a înaintat 19 kilometri pe timp de noapte, până a întâlnit trupele inamice, undeva de-a lungul râului Stour. Britanii i-au atacat pe romani, încercând să-i împiedice din a traversa râul, dar cavaleria romană i-a respins cu ușurință. Învinși, britanii au încercat să se regrupeze într-o poziție fortificată din pădurea Bigbury (Kent), dar au fost înfrânți din nou de soldații legiunii a VII-a. Deoarece ziua era pe sfârșite, Cezar a decis să nu-i urmărească mai departe pe inamici, iar timpul rămas l-a folosit pentru a-și pregăti o tabără.
În dimineața următoare, pe când se pregătea să continuie înaintarea, Cezar a fost anunțat de Quintus că în timpul nopții a avut loc o furtună, iar corăbiile s-au lovit unele de altele și au suferit avarii grave, în jur de 40 fiind pierdute complet. E adevărat că romanii nu erau obișnuiți cu mareele și furtunile din Atlantic și Canal, dar acestă întâmplare poate fi văzută drept o greșeală din partea lui Cezar, având în vedere că au pățit același lucru și în anul precedent. Este posibil și ca numărul corăbiilor pierdute să nu fi fost atât de mare, el fiind exagerat de Cezar, care dorea să-și arate priceperea în gestionarea acestei situații critice. Generalul s-a întors în tabără împreună cu legiunile, iar pe meșteșugarii din rândurile soldaților îi pune să repare navele, ajutați fiind de alții care au fost chemați de pe continent. Legionarii au muncit din greu vreme de zece zile și zece nopți, reparând toate navele care au putut fi salvate și construind fortificații în jurul lor. Cezar îi scrie și lui Labienus, ordonându-i să construiască și să-i trimită un număr cât mai mare de corăbii, Labienus având la dispoziție 3 legiuni și 2000 de călăreți.
Pe data de 1 septembrie 54 î.Hr., Cezar încă se afla în castru, de unde îi și scrie lui Cicero. Până la această dată, Cezar, mai mult ca sigur, aflase deja de moartea timpurie a fiicei sale, Iulia. Cicero nici nu îi mai răspunde la scrisoare, gândindu-se că generalul trebuie să fie îndoliat.

### Reînceperea operațiunilor
După repararea flotei, Cezar a avansat din nou până în zona trecătorii de pe râul Stour, unde data trecută i-a învins decisiv pe britani. De această dată, se pare că britanii și-au adunat aici o forță impresionantă sub comanda lui Cassivellaunus, un războinic de la nord de Tamisa. Nu cu mult timp în urmă, Cassivellaunus l-a detronat pe regele trinovanților și i-a exilat fiul, pe Mandubracius. Realizând pericolul iminent pe care îl reprezenta invazia romană, britanii l-au instalat pe Cassivellaunus drept comandant suprem al forțelor menite să apere insula. După câteva atacuri prin surprindere neconcludente, în timpul cărora tribunul militar Quintus Laberius Durus a fost ucis, britanii au lansat un atac major împotriva lui Gaius Trebonius, care comanda trei legiuni menite să adune provizii. S-a dus o luptă crâncenă, dar cu ajutorul cavaleriei, romanii au reușit să rupă rândurile inamice și să câștige o victorie majoră.
După această înfrângere, Cassivellaunus și-a dat seama că nu îl poate învinge pe Cezar într-o luptă directă, așa că și-a lăsat la vatră majoritatea soldaților și a decis să se folosească doar de carele de luptă pentru a-i încetini pe romani. Folosindu-se de cunoștințele pe care le avea despre terenul din regiune, Cassivellaunus a început să ducă  un război de gherilă. Până când Cezar a ajuns la Tamisa, britanii au fortificat intens singurul loc pe care romanii l-ar fi putut folosi pentru a traversa fluviul. Țăruși au fost împlântați în malul drept al fluviului, în timp ce malul stâng era păzit de ostași. Izvoare din secolul al II-lea ne spun că Cezar a alungat apărătorii malului folosindu-se de un uriaș elefant de război, acesta fiind îmbrăcat în armură și purtând în spate prăștieri și arcași. Când au văzut că această creatură stranie se pregătește să traverseze fluviul, britanii și caii lor s-au speriat și au luat-o la goană, permițându-i astfel lui Cezar să pătrundă pe teritoriul lui Cassivellaunus.
Trinovanții, pe care Cezar îi descria drept cel mai puternic trib din regiune, și care au avut multe de suferit din cauza lui Cassivellaunus, au trimis ambasadori și le-au promis romanilor că le vor oferi ajutor și provizii. După aceste tratative, Cezar l-a reinstaurat pe Mandubracius în funcția sa de rege al tribului, iar acesta și-a respectat promisiunea, oferindu-i generalului prizonierii ceruți și asigurându-i grânele necesare pentru hrănirea armatei. După trinovanți, cinci alte triburi au acceptat suzeranitatea lui Cezar: cenimagnii, segontiacii, ancaliții, bibrocii și cassii. Cu ajutorul noilor săi aliați, Cezar a desoperit repede fortăreața din care opera Cassivellaunus și a început să o asedieze. O posibilă locație a acestei fortărețe ar fi un deal din localitatea Wheathampstead.
Realizând că se află pe punctul de a fi înfrânt, Cassivellaunus trimite soli către aliații săi din Kent, cei patru regi din Cantium: Cingetorix, Carvilius, Taximagulus și Sevogax. Ultimele sale speranțe se bazau pe un atac surpriză al acestora asupra castrului roman, ceea ce l-ar fi distras pe Cezar și i-ar fi oferit lui timp să se reorganizeze. Când a văzut că și această ultimă încercare a eșuat, Cassivellaunus i-a trimis lui Cezar, prin intermediul atrebantului Commius, un mesaj prin care își anunța capitularea. Cezar era nerăbdător să se întoarcă și să petreacă iarna în Galia, unde situația devenea tot mai încordată, așa că a încercat să încheie cât mai repede posibil o serie de tratate cu britanii. Cassivellaunus le-a oferit romanilor ostatici, a acceptat să plătească un tribut anual și a promis că nu va mai porni la război împotriva lui Mandubracius și a trinovanților. Pe 26 septembrie, Cezar i-a scris lui Cicero și i-a confirmat finalul campaniei din Britania, din care romanii s-au ales cu ostatici, dar fără multe alte bogății. Nu după mult timp, Cezar a părăsit definitiv insula, nelăsând nici măcar o garnizoană în urmă. Nu se știe dacă britanii s-au ținut de cuvânt și au trimis tributul promis.

## Urmări
La scurt timp după terminarea campaniei, Commius i-a trădat pe romani și s-a alăturat rebeliunii lui Vercingetorix. După un număr de atacuri nereușite asupra trupelor lui Cezar, regele atrebanților s-a refugiat în Britania. Sextus Julius Frontinus, în lucrarea sa Strategemata, descrie modul în care Commius și aliații săi au fugit spre Britania. Deși era încă vremea refluxului, și navele stăteau ancorate în port, Commius a ordonat să fie ridicate pânzele. Văzând din depărtare că navele pânzele ridicate, Cezar a ordonat încetarea urmăririi, crezând că regele trădător a pornit deja spre Britania. Arheologul John Creighton consideră această anecdotă ca fiind o simplă poveste, iar în realitate, Commius ar fi ajuns în Britania în urma unui armistițiu dintre el și un alt faimos general roman, Marcus Antonius. Înfrânt de mai multe ori, Commius trimite soli la Antonius și îi promite că se va muta oriunde îi va porunci.  Se pare că Antonius i-ar fi ordonat să meargă în Britania, unde conducătorul atrebant a și întemeiat o dinastie în regiunea Hampshire, fapt dovedit și de monedele galo-belgice descoperite în zonă. O altă dovadă pentru această ipoteză ar fi reprezentată de faptul că un rege britan ulterior, Verica, se intitula drept fiu al lui Commius. Acest Verica a fost regele care i-a cerut ajutor împăratului Claudius în anul 43, iar împăratul a folosit această chemare în ajutor drept pretext pentru a invada și cuceri insula.

## Descoperiri despre Britania
Întors din Britania, Cezar a dorit să prezinte publicului roman descoperirile fascinante pe care le-a făcut acolo. Pe lângă informațiile despre tacticile de luptă și armele britanilor, în special despre carele folosite de aceștia, ele reprezentând ceva nemaipomenit pentru romani, Cezar a adus cu el și multe relatări referitoare la geografia, clima și oamenii care populau insula. Multe dintre acestea probabil că au fost culese de prin auzite și nu din experiențe personale, fapt evident când stăm să ne gândim că romanii nu au pătruns foarte adânc în interiorul Britaniei. Majoritatea istoricilor nu consideră aceste informații ca fiind obiective, în special cele care privesc triburile cu care Cezar nici măcar nu a intrat în contact direct. 

### Geografia și clima
Observațiile directe ale lui Cezar în legătură cu aceste două subiecte sunt limitate la zona Kentului și a Văii Tamisei. Cu toate acestea, el a reușit să ne ofere o descriere destul de precisă a climei și geografiei din Britania. Chiar dacă a greșit câteva măsurători, iar altele probabil au fost inspirate din descrierea geografului Pytheas, concluziile sale generale sunt încă valabile:
Clima este mai temperată decât în Galia, frigul fiind mai slab.
Insula are o formă triunghiulară; una dintre laturi se află în fața Galiei. Unul din colțurile acestei laturi, cel dinspre Cantium, unde acostează aproape toate corăbiile care vin din Galia, este îndreptat spre răsărit, celălalt, mai înclinat, spre miazăzi. Această coastă se întinde pe o distanță de aproape 500 000 de pași. A doua este așezată spre Spania și apus; în această parte se găsește Hibernia, care e socotită de două ori mai mică decât Britania; între ea și Britanma este aceeași distanță ca cea dintre Britania și Galia. La jumătatea drumului se află o insulă numită Mona; se spune că mai există și alte insule mai mici, vecine cu Britania, unde, după unii autori, noaptea ar dura 30 de zile în timpul solstițiului de iarnă. În cercetările pe care le-am făcut, n-am aflat nimic cu privire la aceasta; am constatat doar, prin măsurători exacte cu ajutorul clepsidrelor, că nopțile sunt mai scurte decât pe continent. După părerea autorilor pomeniți mai sus, lungimea acestei coaste este de 700 000 de pași. A treia coastă este îndreptată spre nord și în fața ei nu se află altă țară; doar unul din colțuri este mult înclinat spre Germania. După cum se crede, lungimea ei ar fi de 800 000 de pași. În felul acesta, întreaga insulă are un perimetru de 2 000 000 de pași.
Având în vedere că romanii nu cunoșteau deloc porturile și debarcaderele din Britania, această expediție a fost și o oportunitate pentru Cezar de a aduna informații valoroase pentru o ulterioară campanie militară și pentru a-i ajuta pe negustorii romani să intre pe piața britonă. Călătoria cu scop de recunoaștere pe care a făcut-o tribunul Volusenus înaintea primei expediții probabil că a descoperit portul natural de la Dubris (Dover), dar Cezar nu s-a putut folosi de el și a fost forțat să ancoreze pe o plajă din apropiere. La fel s-a întâmplat și în timpul celei de a doua invazii, dar de această dată nu a fost împiedicat de inamici, ci de faptul că portul din Dover era mult prea mic pentru uriașa sa flotă. Se pare că Cezar nu s-a folosit de uriașele porturi de pe coasta Richborough, acolo unde au debarcat armatele lui Claudius 100 de ani mai târziu. E posibil ca Cezar să nu fi știut de existența lor sau să fi ales să nu le folosească deoarece nu aveau o capacitate destul de mare la vremea aceea. Cunoștințele curente despre geromorfologia canalului Wantsum, care a determinat dezvoltarea acelor porturi, sunt limitate.
Până în vremea lui Claudius, romanii au aflat mult mai multe despre Britania prin intermediul diplomației, comerțului și a încă patru încercări abandonate de a o invada. Cu toate acestea, este posibil ca informațiile descoperite în anii 55 și 54 î.Hr. să fi fost păstrate în arhivele statului, iar Claudius să se fi folosit de ele pentru a-și planifica debarcarea.

### Elemente de etnografie
Britanii erau văzuți de romani drept un popor barbar tipic, fiind practicanți ai poligamiei și ale altor obiceiuri sociale exotice, similari din multe puncte de vedere cu galii,dar din punct de vedere militar, erau considerați adversari de temut, iar o victorie împotriva lor i-ar fi adus multă glorie unui general roman:
Partea din interior a Britaniei este locuită de oameni care, după o tradiție orală, se pretind băștinași. Pe coastă locuiesc belgi, care veniseră din țara lor pentru a se război și a prăda; aproape toți poartă numele triburilor din care se trag; după război s-au stabilit aici și au început să cultive ogoarele. Populația este extrem de numeroasă, casele, asemănătoare cu cele din Galia, sunt foarte dese și există un mare număr de turme. Britanii folosesc drept monedă arama, bani de aur sau drugi de fier de o anumită greutate. în interiorul insulei se află cositor, iar pe coastă fier, însă în cantitate mică; arama se importă. Ca și în Galia, există tot felul de arbori, în afară de fag și de brad. Locuitorii socotesc o nelegiuire să mănânce iepuri, găini sau gâște; totuși, le cresc de plăcere.
Dintre toți locuitorii Britaniei, cei mai civilizați sunt cei din Cantium, regiune în întregime maritimă. Moravurile lor nu se deosebesc mult de cele ale galilor. Majoritatea locuitorilor din interior nu seamănă grâu, ci se hrănesc cu lapte și carne și se îmbracă în piei de animale. Toți britanii însă se vopsesc cu drobușor, care produce o culoare albastră; din această cauză au o înfățișare groaznică în timpul luptelor. Poartă părul lung și-și rad toate părțile corpului, în afară de cap și de buza superioară. Câte 10 sau 12 bărbați au soții comune între ei, mai ales frații cu frații și părinții cu fiii. Copiii care se nasc aparțin primului soț.

### Armata
Pe lângă infanterie și cavalerie, britanii foloseau și care de luptă, care reprezentau o noutate pentru romani. Cezar descrie folosirea lor în următorul paragraf:
Iată modul în care luptau cu carele. La început, luptătorii aleargă încoace și încolo și aruncă sulițe; de cele mai multe ori numai spaima produsă de cai și de zgomotul roților e de ajuns pentru a isca dezordine în rândurile dușmanilor. Apoi, după ce s-au vârât printre escadroane, sar. din care și se luptă pe jos. În timpul acesta, conducătorii carelor se retrag pe nesimțite din luptă și așază carele în așa fel încât luptătorii să se poată retrage ușor la ai lor în cazul că ar fi încolțiți de mulțimea dușmanilor. Astfel, îmbină în lupte ușurința în mișcare a cavaleriei cu neclintirea pedestrimei. Datorită practicii și exercițiilor zilnice, reușesc să-și oprească caii, atunci când îi mână în galop, pe o pantă povârnită, să-i înfrâneze și să-i cârmească repede, să alerge pe oiște, să se așeze pe jug și de acolo să sară foarte repede în care.

### Tehnologia
În timpul războiului civil, Cezar s-a folosit de un tip special de ambarcațiune pe care a văzut-o anterior în Britania, fiind asemănătoare cu o luntre irlandeză sau o dubasă galeză. Generarul o descrie astfel:
Carenele și primul rând de bârne se făceau din lemn ușor; restul corpului navelor, împletit cu nuiele, se acoperea cu piei.

### Religia
Cezar notează o opinie referitoare la originea  druizilor, spunând următoarele:
Se crede că doctrina druizilor a fost descoperită în Britania și că de acolo a fost adusă în Galia; și astăzi cei care vor s-o cunoască mai temeinic pleacă adesea în Britania ca să învețe.

### Resursele economice
Cezar nu cercetează aceste aspecte doar de dragul cunoașterii, ci și pentru a dovedi populației romane că insula prezintă vaste bogății, ceea ce i-ar justifica invazia:
Populația este extrem de numeroasă, casele, asemănătoare cu cele din Galia, sunt foarte dese și există un mare număr de turme. Britanii folosesc drept monedă arama, bani de aur sau drugi de fier de o anumită greutate. În interiorul insulei se află cositor, iar pe coastă fier, însă în cantitate mică; arama se importă. Ca și în Galia, există tot felul de arbori, în afară de fag și de brad. Locuitorii socotesc o nelegiuire să mănânce iepuri, găini sau gâște; totuși, le cresc de plăcere.
Informațiile referitoare la producția de cositor din interiorul insulei nu sunt tocmai corecte, centrul acestei industrii fiind în sud-estul Britaniei, în regiunile Cornwall și Devon, ceea ce i-a și atras pe Pytheas și alți comercianți spre aceste regiuni. Având în vedere că armatele romane 
nu au pătruns mai departe de zona Essexului, este posibil ca Cezar să fi considerat că britanii de pe coastă importau cositorul din interior.

## Deznodământul
Cezar nu a cucerit teritorii în Britania, dar punerea pe tron a lui Mandubracius a reprezentat începutul unui sistem de relații clientelare care au adus insula în sfera de influență a Romei. Legăturile diplomatice și comerciale dintre romani și britani s-au consolidat semnificativ în secolul care a urmat; romanilor li s-a oferit astfel posibilitatea de a încorpora formal Britania în Imperiu, ceea ce s-a și întâmplat începând cu anul 43, în timpul domniei împăratului Claudius. De la Tacitus aflăm următoarele:
Dintre toți romanii, cel dintâi divinul Iulius a pătruns în Britania cu armata. Deși a înspăimântat pe locuitori datorită unei bătălii prielnice lui și a pus stăpânire pe țărmul insulei, se poate crede că mai degrabă a atras atenția asupra cuceririi decât că a lăsat-o moștenire urmașilor săi.
Poetul Lucan, în opera sa Farsalia (II, 572), ironizează expediția lui Cezar, afirmând că generalul:
...a fugit cu coada între picioare din fața britanilor pe care-a venit să-i cucerească!

## Invaziile Britaniei în literatură și cultură

### În scrieri din Antichitate
- Valerius Maximus, în Actorum et Dictorum Memorabilium Libri Novem (secolul I), laudă curajul lui Marcus Caesius Scaeva, un centurion din armata lui Cezar, care, abandonat fiind de camarazii săi, a reușit singur să apere o poziție de pe o mică insulă împotriva unei gloate britane. După ce i-a respins pe britani, acesta a trecut înot apa și s-a reunit cu restul soldaților.[52]
- Polyaenus, în Strategemata (secolul II), ne descrie cum Cassivellaunus și ostașii săi s-au speriat și au părăsit malul pe care îl apărau atunci când au văzut că romanii au adus cu ei un elefant de război.[36] Este posibil ca aici să fie vorba de o greșeală din partea autorului, care ar fi confundat această primă invazie cu cea a lui Claudius, în cadrul căreia se știe că s-au folosit elefanți.[53]
- Orosius, în Historiarum Adversum Paganos (secolul V), oferă o scurtă prezentare a invaziilor lui Cezar,[54] dar în această relatare, el reușește să facă o greșeală care mai apoi va fi repetată de toți cronicarii britanici din Evul Mediu; tribunul Quintus Laberius Durus este denumit greșit, "Laberius" devenind "Labienus".

### În scrieri medievale
- Beda Venerabilul, în Historia ecclesiastica gentis Anglorum (secolul VIII),[55] ne oferă o relatare a invaziilor lui Cezar. Relatarea aceasta este foarte similară cu cea oferită de Orosius, ceea ce ne sugerează că Beda a citit copia care se afla în biblioteca mănăstirii Monkwearmouth-Jarrow, fiind adusă chiar de la Roma de către ctitorul mănăstirii, Benedict Biscop.
- Historia Britonum, lucrare din secolul IX atribuită lui Nennius, ne oferă o versiune denaturată a evenimentelor,[56] afirmând că Cezar a invadat Britania de trei ori, iar debarcările mai degrabă au avut loc în Estuarul Tamisei, și nu pe o plajă din Kent. În această versiune, inamicul principal al lui Cezar e Dolobellus, proconsulul regelui britan Belinus, fiu al lui Minocannus. Cezar îl înfrânge pe acest Dolobellus într-un loc denumit Trinovantum.
- Henry din Huntington, în Historia Anglorum (secolul XII), oferă o relatare bazată pe scrierile lui Beda și pe Historia Britonum, atribuindu-i lui Cezar un discurs pe care acesta l-ar fi ținut pentru a-și îmbărbăta soldații.[57]
- Geoffrey din Monmouth, în Historia regum Britanniae (secolul XII),[58] ne spune despre invaziile lui Cezar și campania sa împotriva lui Cassibelanus (Cassivellaunus), dar modul în care sunt prezentate evenimentele nu corespunde adevărului istoric. Influențat de Historia Britonum, autorul afirmă că Cezar a invadat Britania de trei ori, iar debarcările au avut loc în Estuarul Tamisei. Multe alte evenimente istorice sunt prezentate într-un mod eronat - țărușii împlântați de britani în malul Tamisei pentru a opri infanteria și cavaleria romană sunt prezentați drept țăruși meniți să oprească navele romane.[59] Unele evenimente și perosonalități prezentate par să fie invenții ale cronicarului. În niciun izvor anterior nu s-au găsit mențiuni referitoare la o sabie a lui Cezar, Crocea Mons, pe care generalul ar fi pierdut-o într-o luptă cu fratele lui Cassibelanus, Nennius.[60] Există și adaptări ulterioare ale acestei cronici, precum Roman de Brut a lui Robert Wace, Brut de Layamon și scrierea galeză Bruts.
- Triadele Galeze[61] prezintă și ele informații referitoare la invaziile lui Cezar. Câteva relatări întâlnite aici sunt similare cu cele oferite de Geoffrey din Monmouth, dar altele par să fie bazate pe tradiții independente, nemaiîntâlnite în alte surse: se povestește cum Caswallawn (Cassivellanus) ar fi mers la Roma pentru a-și recupera iubita, pe Fflur, cum acesta i-a permis lui Cezar să debarce în Britania în schimbul unui cal numit Meinlas și cum l-a alungat pe general din Britania, urmărindu-l până în Galia în fruntea unei uriașe flote.[62] Ediția din secolul al XVIII-lea a Triadelor, compilată de poetul galez Iolo Morganwg, conține versiuni dezvoltate ale acestor anecdote.[63]
- Scrierea franceză Li Fet des Romains (secolul XIII) conține o relatare a invaziilor bazată atât pe scrierile lui Cezar, cât și pe cele ale lui Geoffrey din Monmouth. În această scriere ni se oferă o explicație pentru modul în care romanii au reușit să treacă de țărușii înfipți în malul Tamisei - aceștia au legat de fiecare țăruș câte un mic recipient de lemn umplut cu sulf, iar mai apoi le-au ars folosindu-se de foc grecesc. Acviliferul Legiunii a X-a este de asemenea identificat ca fiind acel Marcus Caesius Scaeva din scrierea lui Valerius Maximus.[64]
- În romanța franceză Perceforest (secolul XIV), Cezar, un războinic precoce în vârstă de 21 de ani, invadează Britania deoarece unul dintre cavalerii săi, Luces, s-a îndrăgostit de soția regelui Angliei. Mai apoi, un britan denumit Orsus Bouchesuave ia o lance pe care Cezar a folosit-o să-i ucidă unchiul și a făurit din vârful acesteia douăsprezece pumnale. Orsus, împreună cu Brutus, Cassius și alți senatori, au folosit aceste pumnale pentru a-l asasina pe Cezar.[64]

### În cultura secolului XX
- Romanul pentru copii al lui Edith Nesbit, The Story of the Amulet, din anul 1906, îl prezintă pe Cezar pe malurile Galiei, gândindu-se cum să procedeze într-o ulterioară invaziei a Britaniei.
- În romanele lui Robert Graves, Eu, Claudius (1934) și Claudius Zeul (1935), personajul eponim vorbește despre invaziile lui Cezar atunci când face planuri pentru o invaziei proprie. În ecranizarea cărților realizată de BBC în anul 1976, invaziile sunt menționate de două ori. Prima dată în vremea domniei lui Augustus, în timpul unui unui joc de societate (asemănător cu Risk) pe care îl joacă tinerii din familia imperială. Aceștia trebuie să captureze diferite părți din Imperiu, dar ajung să se certe când vine vorba de numărul legionilor necesare pentru a captura și anexa Britania. A doua mențiune o întâlnim în discursul prin care Claudius își anunță invazia („la mai bine de 100 de ani de când divinul Iulius a abandonat-o, Britania a ajuns din nou să fie controlată de Roma”).
- Într-un episod serialului radiofonic The Goon Show, intitulat The Histories of Pliny the Elder (1957), se face o parodie a filmelor epice, iar acțiunea îl prezintă pe Cezar în timpul invaziilor Britaniei. Acesta reușește cu ușurință să cucerească și să ocupe insula deoarece britanii cred că bătălia e un meci de fotbal, așa că trimit doar 10 oameni.
- Filmul de comedie Carry On Cleo îi prezintă pe Cezar și pe Marcus Antonius (care nu a participat la invazii) în misiunea lor de a invada Britania și de a-i înrobi pe oamenii cavernelor care locuiau acolo.
- În banda desenată a lui Albert Uderzo și René Goscinny, Asterix in Britain (1965), Cezar reușește cu ușurință să cucerească insula fiindcă britanii luau o pauză de la lupte în fiecare după-masă pentru a-și bea ceașca de apa caldă cu lapte, ceaiul nefiind încă adus în Europa.

### Citații
1. ↑  Snyder, 2008, p. 22.
2. ↑  Bunson, 2014, p. 70.
3. 1 2  Haywood, 2014, p. 64.
4. ↑  Iulius Cezar, Commentarii de Bello Gallico 4.20–35, 5.1, 8–23; Dio Cassius, Istoria romană 39.50–53, 40.1–3; Florus, Epitome de T. Livio Bellorum omnium annorum DCC Libri duo 1.45
5. ↑  Dheere, c. 1550.
6. ↑  Plutarh, Viața lui Cezar 23.2
7. ↑   Strabon, Geografia 2:4.1, scrisă la puțin timp după vremea lui Cezar; Polybius, Istorii 34.5 – prin încercarea sa de a-l discredita pe Pytheas, Polybius probabil că dorea să pună într-o lumină mai bună propria expediție în Atlantic – vezi Barry Cunliffe, The Extraordinary Voyage of Pytheas the Greek
8. ↑  Frere, 1987, pp. 6-9.
9. ↑  Commentarii de Bello Gallico 2.4, 5.12
10. ↑  Frere, 1987, pp. 9-15.
11. ↑  Commentarii de Bello Gallico 2.4, 5.12 – încă există numeroase dispute în legătură cu folosirea termenului de belgice pentru a descrie aceste așezăminte din Epoca Fierului.
12. ↑  Commentarii de Bello Gallico 3.8–9
13. ↑  Strabon, Geografia — Cartea IV Capitolul 4, Loeb Classical Library, via LacusCurtius.
14. ↑  Commentarii de Bello Gallico 4.22. Jeanina Vilan Unguru.
15. ↑  Frere, 1987, p. 19.
16. ↑   "Doubt over date for Brit invasion", BBC, 1 iulie 2008. Accesat în 2 iulie 2008.
17. ↑  Blaschke, 2008.
18. ↑  Commentarii de Bello Gallico 4.30
19. ↑  Commentarii de Bello Gallico 4.23
20. ↑   "Julius Caesar and the Roman Invasion".Arhivat în 30 noiembrie 2017, la Wayback Machine.. Universitatea din Leicester.  Accesat în 30 noiembrie 2017.
21. ↑   "Walmer's Past - Julius Caesar and the Roman Invasion", Preluat de traducător de pe siteul orașului Walmer. Accesat în 20 noiembrie 2020.
22. ↑  Commentarii de Bello Gallico 4.25. Jeanina Vilan Unguru.
23. ↑  Commentarii de Bello Gallico 4.26.
24. ↑  "First evidence for Julius Caesar's invasion of Britain discovered" Arhivat în 24 septembrie 2021, la Wayback Machine., Universitatea din Leicester. 29 noiembrie 2017. Accesat în 10 semptembrie 2020.
25. ↑  Commentarii de Bello Gallico 4.20. Jeanina Vilan Unguru.
26. ↑  Cicero, Epistulae ad Familiaress 7.7; Epistulae ad Atticum 4.17
27. ↑  Suetonius, Vietile celor doisprezece Cezari: Divinul Iulius 47. Cezar a dedicat o tunică încrustată cu perle britanice către zeița Venus Genetrix în templul pe care i l-a construit ulterior. (Plinius, Istoria Naturală: IX.116), iar mai încolo, romanii au ajuns să importe scoici din Britania (Plinius, Istoria Naturală: IX.169) și Iuvenal, Satire IV.141
28. ↑  Cicero, Epistulae ad Familiares 7.6, 7.7, 7.8, 7.10, 7.17; Epistulae ad Quintum Fratrem 2.13, 2.15, 3.1;  Epistulae ad Atticum 4.15, 4.17, 4.18
29. ↑  „Invasion of Britain”. unrv.com. Accesat în 25 aprilie 2009.
30. ↑  Commentarii de Bello Gallico 5.8. Jeanina Vilan Unguru.
31. ↑  Commentarii de Bello Gallico 5.8. Jeanina Vilan Unguru.
32. ↑  Frere, 1987, p. 22.
33. ↑  Commentarii de Bello Gallico 5.23
34. ↑  Commentarii de Bello Gallico 5.8. Jeanina Vilan Unguru.
35. ↑  Cicero, Epistulae ad Quintum Fratrem 3.1
36. 1 2  Polyaenus, Strategemata 8:23.5
37. ↑  Frere, 1987, p. 25.
38. ↑  Commentarii de Bello Gallico 5.22
39. ↑  Cicero, Epistulae ad Atticum 4.18
40. ↑  Frontinus, Strategemata 2:13.11
41. ↑  Creighton, 2000, p. 63.
42. ↑  Commentarii de Bello Gallico 8.48. Jeanina Vilan Unguru.
43. 1 2 3  Commentarii de Bello Gallico 5.12. Jeanina Vilan Unguru.
44. ↑  Commentarii de Bello Gallico 5.13. Jeanina Vilan Unguru.
45. ↑  cf. cu descrierea similară pe care Cezar le-o face galilor în Commentarii de Bello Gallico 6.11.20. Jeanina Vilan Unguru.
46. ↑  Commentarii de Bello Gallico 5.14. Jeanina Vilan Unguru.
47. ↑  Commentarii de Bello Gallico 4.33. Jeanina Vilan Unguru.
48. ↑  Commentarii de Bello Civili 1.54. Elisabeta Poghiric.
49. ↑  Commentarii de Bello Gallico 6.13. Jeanina Vilan Unguru.
50. ↑  Tacitus, Biografia lui Agricola 13. Eugen Cizek.
51. ↑  Lucan, Farsalia 2.572. Traducere realizată de traducătorul articolului.
52. ↑  Valerius Maximus, Actorum et Dictorum Memorabilium Libri Novem 3:2.23
53. ↑  Cassius Dio, Istoria romană 60.21
54. ↑  Orosius, Historiarum Adversum Paganos Libri VII 6.9
55. ↑  Beda Venerabilul, Historia ecclesiastica gentis Anglorum 1.2
56. ↑  Historia Britonum 19–20
57. ↑  Henry din Huntington, Historia Anglorum 1.12–14
58. ↑  Geoffrey din Monmouth, Historia Regum Britanniae 4.1–10
59. ↑  Comparați De Bello Gallico 5.18 cu Historia regum Britanniae 4.6
60. ↑  A nu se confunda cu presupusul autor al Historia Britonum.
61. ↑  O colecție de manuscrise medievale în care sunt prezentate fragmente din istoria, folclorul și mitologia poporului galez. Aceste elemente sunt prezentate în grupuri de câte trei, de unde și denumirea de Triade.
62. ↑  Peniarth Triads 32; Hergest Triads 5, 21, 50, 58
63. ↑  Iolo Morganwg, Triads of Britain 8, 14, 17, 21, 24, 51, 100, 102, 124
64. 1 2  Nearing, 1949, pp. 889-929.

#### Prima invazie
- Iulius Cezar, Commentarii de Bello Gallico, 4.20 – .37. Citatele au fost preluate din traducerea în limba română, realizată de Jeanina Vilan Unguru, Editura Științifică, București, 1964.
- Dio Cassius, 39.50 – .53

#### A doua invazie
- Iulius Cezar, Commentarii de Bello Gallico, 5.2 – .24. Citatele au fost preluate din traducerea în limba română, realizată de Jeanina Vilan Unguru, Editura Științifică, București, 1964.
- Cassius Dio, 40.1 – .4
- Epistolele lui Cicero,
  - Epistulae ad Familiares 7.6, 7.7, 7.8, 7.10, 7.17
  -  Epistulae ad Quintum Fratrem 2.13, 2.15, 3.1,
  - Epistulae ad Atticum 4.15, 4.17, 4.18;

#### Generale
- Iulius Cezar, Commentarii de Bello Civili, 1.54. Citatele au fost preluate din traducerea în limba română, realizată de Elisabeta Poghiric, Editura Științifică, București, 1964.
- Tacitus, Biografia lui Agricola 13. Citatele au fost preluate din traducerea în limba română, realizată de Eugen Cizek, Editura Paideia, 2003.
- Suetonius, Viețile celor doisprezece Cezari, Divinul Iulius 25, 47
- Plutarh, Viața lui Cezar 16.5, 23.2;
- Velleius Paterculus, Istoria Romană 2.46–47
- Appian,
  - Războaiele gallice 5
  - Războaiele civile 2.150
- Flavius Eutropius, Breviarium ab Urbe condita 6.17
- Titus Livius,
  - Perochiae 105.5 Arhivat în 7 noiembrie 2018, la Wayback Machine.
  - Florus, Epitome de T. Livio Bellorum omnium annorum DCC Libri duo 1.45
- Lucan, Farsalia 2.572.
- Orosius, Historiarum Adversum Paganos 6.9.
- Dheere, Luc (1550). Théâtre de tous les peuples et nations de la terre avec leurs habits et ornemens divers, tant anciens que modernes, diligemment depeints au naturel – via Librăria Universității din Ghent.

#### Moderne
- Blaschke, Jayme (23 iunie 2008). „Tide and time: Re-dating Caesar's invasion of Britain”. Texas State University. Arhivat din original la 1 august 2013. Accesat în 2 iulie 2008.
- Bunson, Matthew (2014). Encyclopedia of the Roman Empire. Infobase Publishing. ISBN 978-1-4381-1027-1.
- Creighton, John (2000). Coins and Power in Late Iron Age Britain. Cambridge University Press. ISBN 978-1-139-43172-9.
- Frere, Sheppard Sunderland (1987). Britannia: A History of Roman Britain (ed. 3rd). Routledge & Kegan Paul. ISBN 978-0-7102-1215-3.
- Haywood, John (2014). The Celts: Bronze Age to New Age. Routledge. ISBN 978-1-317-87017-3.
- Nearing, Homer (1949). „The Legend of Julius Caesar's British Conquest”. PLMA. Modern Language Association. 64 (4): 889–929. JSTOR 459639.
- Peter Salway,11 Roman Britain (Oxford History of England), capitolul 2 (pp. 20-39)
- John Peddie, 1987, Conquest: The Roman Conquest of Britain, capitolul 1 (pp. 1-22)
- T. Rice Holmes, 1907. Ancient Britain and the Invasions of Julius Caesar. Oxford. Clarendon Press.
- R. C. Carrington, 1938, "Caesar's Invasions of Britain" by (evaluat în Journal of Roman Studies, Vol. 29, Part 2 (1939), pp. 276–277)
- Peter Berresford Ellis, Caesar's Invasion of Britain, 1978, ISBN: 978-0-85613-018-2
- Snyder, Christopher A. (2008). The Britons. John Wiley & Sons. ISBN 978-0-470-75821-2.
- W. Welch, C. G. Duffield (Editor), Caesar: Invasion of Britain, 1981, ISBN: 978-0-86516-008-8